# Guillermo Ortiz Mondragón
Mons. Guillermo Ortiz Mondragon (Toluca, 13 de marzo de 1947-14 de septiembre de 2021) fue un Obispo católico mexicano. Obispo de Cuautitlán desde el 23 de noviembre  de 2005 hasta su fallecimiento. el 14 de septiembre de 2021.

## Biografía
Nacido en Toluca, Estado de México, el 13 de marzo de 1947. Fue ordenado diácono el 15 de diciembre de 1974 y ordenado sacerdote el 6 de junio de 1976.
El 24 de enero del 2000 el Papa Juan Pablo II lo nombró obispo auxiliar de la Arquidiócesis de México y el 4 de marzo de 2000 el cardenal Norberto Rivera Carrera lo consagró obispo y lo nombró vicario general de la Arquidiócesis de México y vicario episcopal de la l vicaria episcopal de Santa María de Guadalupe.
Elegido y Nombrado Presidente de la Comisión Episcopal de la Pastoral de Comunicación Social en la Asamblea del mes de noviembre de 2000, cargo que conserva hasta el trienio 2004-2006.
Vocero Oficial de la V visita de Juan Pablo II a México.
El 19 de octubre de 2005 Su Santidad Benedicto XVI lo designó obispo  para la Diócesis de Cuautitlán siendo su segundo Obispo. Tomó posesión de la Diócesis el 23 de noviembre de 2005.
En la LXXXII Asamblea Plenaria es nombrado Responsable de la Dimensión Residencias UPM de la C.E. Para Vocaciones y Ministerios, para el Trienio 2007-2009.
Falleció el 14 de septiembre de 2021.
| Predecesor: Mons. Jorge Ferreira da Costa Ortiga | Obispo titular de Nova Barbara 29 de enero del 2000 al 19 de octubre del 2005. | Sucesor: Mons.Sthepen Tjephe |

| Predecesor: Mons. Manuel Samaniego Barriga | Obispo de Cuautitlán 23 de noviembre de 2005 | Sucesor: Efraín Mendoza Cruz |